# Ruzha Lazarova
Rouja o Ruzha Lazarova (en cirílico búlgaro, Ружа Лазарова; Sofía, 1968) escritora búlgara en francés residente en París desde 1991. 
Estudió en el antiguo liceo francés de Sofía y se graduó más tarde en filosofía por la Universidad de Sofía. Empezó publicando relatos en búlgaro de 1987 a 1991 y ganó el premio Prosa joven en 1990. Además, ha publicado dos relatos cortos en francés y una obra de teatro que se representó en el “Festival de la Correspondencia” en Grignan.

## Novelas
- Sur le bout de la langue (00h00, 1998),
- Cœurs croisés (Flammarion, 2000)
- Frein (Balland, 2004).
- Mausolée (Flammarion, 2009)